# We Bare Bears
We Bare Bears (Brasil: Ursos sem Curso / Portugal: Nós, os Ursos) é uma animação estadunidense criada pelo Daniel Chong (antigo escritor de Adventure Time) para o Cartoon Network. A série foi baseada na webcomic The Three Bare Bears de Daniel Chong e seu episódio piloto foi exibido no KLIK! Festival de Animação de Amesterdão, onde foi premiado na categoria "Prémio do Público de Amesterdão". We Bare Bears é a primeira série do Cartoon Network baseada em quadrinhos on-line. A série estreou no Cartoon Network dos Estados Unidos em 27 de julho de 2015, no Brasil em 24 de agosto de 2015 e em Portugal no dia 28 de novembro de 2015.
Em 30 de maio de 2019, o Cartoon Network anunciou que um filme baseado na série, We Bare Bears: The Movie, seria lançado em meados de 2020 e que uma série derivada intitulada We Baby Bears, que foca nos três ursos quando eram filhotes, estava em desenvolvimento. Em 21 de maio de 2020, We Bare Bears: The Movie foi anunciado para ser lançado digitalmente em 30 de junho de 2020 e no Cartoon Network em 7 de setembro de 2020 este serviu de conclusão para a narrativa da série principal.

## Enredo
A série mostra a vida caótica e aventurada de Pardo, Panda e Polar; três ursos forasteiros que procuram por sorte na vida. A serie conta a história dos três ursos irmãos, cada um tendo personalidade muito diferente. Pardo é confiante, alegre e as vezes atrapalhado. Panda é tímido e busca por um amor. Polar é quieto e confiável. 
A série mostra os irmãos tentando se enturmar, conhecem diversos tipos de pessoas, ajudando muitas das que encontram.   
Contém diversas referências a cultura pop coreana, tem a participação especial da banda famosa Monsta X.

## Produção
A série foi criada pelo cartunista Daniel Chong, que já havia trabalhado como artista de história para a Pixar e a Illumination Entertainment. A série é baseada na webcomic The Three Bare Bears de Daniel Chong, que também apresentou os personagens identificados. Os quadradinhos foram publicados entre 2010 e 2011. A série de comédia é uma produção do Cartoon Network Studios, que desenvolveu o programa com Daniel Chong, como parte de seu programa de curtas. A série foi anunciada no upfront do canal, em 2014. De acordo com o cartunista Louie Zong, ele e Maddie Sharafian foram responsáveis pela revisão da história da série.

## Personagens

### Ursos
- Pardo (Grizzly, no áudio original) é um urso-pardo, líder do grupo. Ele é divertido e bastante alegre que tende a levar os outros a passeios aleatórios. Ele está constantemente querendo conhecer novas pessoas e tenta fazer amizade com todos que ele encontra. Foi mencionado pelo Polar que Pardo escreve poemas em inglês (português na dublagem brasileira), além de ser um DJ e um beatboxer. Ele também possui um alter ego chamado Crowbar Jones (Jones Pé de Cabra), que é a estrela de uma série de filmes de ação caseiros. Pardo vive roubando discretamente cestas de piquenique e é considerado mais esperto do que um urso qualquer (exceto seus irmãos).
- Panda é um panda-gigante. É o mais inseguro dos ursos, desenvolvendo um comportamento de "rei do drama". Ele é muito dependente de atenção e não aguenta ficar um minuto longe de dispositivos  tecnológicos como o seu celular, a ponto de começar a surtar quando fica sem ele. No episódio Our Stuff, da primeira temporada, Panda diz que o seu celular é “sua alma e vida em forma retangular”. Entre seus passatempos está acessar sites de namoro na internet(mostrando novamente sua carência por atenção) e assistir animes. Ele é vegetariano e alérgico a amendoim. Panda sempre se comporta em estilo cômico e sua cara e aparência é parecida com a de personagens de animes, dependendo de seus sentimentos e comportamentos.
Seu apelido frequentemente usado por Pardo, é “Pan-pan”.
- Polar (Ice Bear, no áudio original) é um urso-polar. Ele é extremamente calmo, estoico e lacônico. Quando ele fala, sempre se expressa em terceira pessoa e diz seu nome antes de qualquer outra coisa. É multilíngue, tendo demonstrado falar coreano, francês, japonês (no episódio Losing Ice) e russo com fluência. Ele também é um chef experiente, dançarino, pianista, iniciante em robótica, soldador, poeta (ele escreve em francês) e um artista marcial misto (citado em Chloe como jiu-jitsu brasileiro, mas seu conjunto de habilidades está mais próximo do Taekwondo e do Judo, com habilidades em Nunchaku, Shuriken e espadas). Polar é o mais inteligente dos ursos, possuindo seu próprio laboratório localizado dentro de sua geladeira.

## Recorrentes
- Chloe Park é uma menina coreana-americana amiga de Pardo, Panda e Polar. Ela é uma criança prodígio e frequenta a Universidade de São Francisco. No episódio Chloe, ela invade a caverna dos ursos com o intuito de estudá-los para uma apresentação da faculdade e, ao longo do caminho, acaba se tornando amiga deles. Ela não tem muitos amigos além dos ursos e tem dificuldade em se relacionar com seus colegas universitários muito mais velhos.
- Nom Nom é um coala. É um grande rival dos ursos, sendo o antagonista principal da série. Embora seja considerado o animal mais fofo da internet, Nom Nom é arrogante, egocêntrico, manipulador e ávido por competições. Possui um forte sotaque australiano, fazendo referência ao seu país endêmico.
- Charlie é um pé-grande que se hospeda dentro da casa dos ursos durante determinado tempo e que depois virou o melhor amigo deles.
- Lucy é uma adolescente que trabalha em um supermercado e por quem Panda está muito apaixonado.
- Guarda Tabes é uma guarda florestal que também faz amizade com os ursos.
- Ralph é um yeti que adora assustar as pessoas por diversão. Os Ursos não gostam dele por acharem que Ralph é violento, mas Charlie é o único que gosta do Ralph, mesmo tendo divergências entre os dois.

## Elenco
| Personagem          | Estados Unidos                          | Brasil                   | Portugal          |
| ------------------- | --------------------------------------- | ------------------------ | ----------------- |
| Pardo               | Eric Edelstein                          | Yuri Calandrino          | Mário Bomba       |
| Pardo               | Sam Lavagnino (criança)                 | Arthur Salerno (criança) | Mário Bomba       |
| Panda               | Bobby Moynihan                          | Daniel Müller            | Gonçalo Carvalho  |
| Panda               | Duncan Joiner (criança) (1-3 Temporada) | Rafael Mezadri (criança) | Gonçalo Carvalho  |
| Panda               | Max Mitchell (criança) (4 Temporada)    | Rafael Mezadri (criança) | Gonçalo Carvalho  |
| Polar               | Demetri Martin                          | Rodrigo Oliveira         | Luís Lucas        |
| Polar               | Max Mitchell (criança)                  | Rodrigo Oliveira         | Luís Lucas        |
| Chloe Park          | Charlyne Yi                             | Bruna Laynes             | Rita Tristão      |
| Guarda Tabes        | Cameron Esposito                        | Mabel Cezar              |                   |
| Guarda Tabes        | Cameron Esposito                        | Carla Pompílio           |                   |
| Lucy                | Ellie Kemper                            | Jullie / Fabiana Aveiro  | Joana Castro      |
| Charlie "Pé Grande" | Jason Lee                               | Philippe Maia            | Guilherme Barroso |
| Nom Nom             | Patton Oswalt                           | Duda Espinoza            | Guilherme Barroso |

## Transmissão e recepção
O episódio piloto da série foi exibido primeiramente nos Países Baixos, no Festival de Animação de Amesterdã de 2014, ele estava incluso dentro da amostra competitiva dentro das categorias "Curtas Animados", e "Curtas Animados Infantis". O curta foi exibido junto do primeiro episódio de Clarêncio, o Otimista e dos episódios "Mirror Gem" e "Ocean Gem" da série Steven Universe, juntamente de uma entrevista ao vivo com Rebecca Sugar. Na programação oficial e em todo o material promocional da exibição do curta, o Instituto de Artes Visuais de Amsterdã descreve o desenho como "divertido e cativante", o piloto ainda ganhou o "Prêmio Popular" de melhor animação.

### Transmissão mundial
| País              | Canal           | Data de estreia        | Referências |
| ----------------- | --------------- | ---------------------- | ----------- |
| Estados Unidos    | Cartoon Network | 27 de julho de 2015    | [ 10 ]      |
| América Latina    | Cartoon Network | 24 de agosto de 2015   | [ 11 ]      |
| Brasil            | Cartoon Network | 24 de agosto de 2015   | [ 3 ]       |
| Reino Unido       | Cartoon Network | 7 de setembro de 2015  | [ 12 ]      |
| Irlanda           | Cartoon Network | 7 de setembro de 2015  | [ 12 ]      |
| Escandinávia      | Cartoon Network | 19 de outubro de 2015  | [ 13 ]      |
| Turquia           | Cartoon Network | 2 de novembro de 2015  | [ 14 ]      |
| MENA              | Cartoon Network | 6 de novembro de 2015  | [ 15 ]      |
| França            | Cartoon Network | 7 de novembro de 2015  | [ 16 ]      |
| Polónia           | Cartoon Network | 9 de novembro de 2015  | [ 17 ]      |
| Alemanha          | Cartoon Network | 14 de novembro de 2015 | [ 18 ]      |
| Austrália         | Cartoon Network | 16 de novembro de 2015 | [ 19 ]      |
| Nova Zelândia     | Cartoon Network | 16 de novembro de 2015 | [ 19 ]      |
| Países Baixos     | Cartoon Network | 16 de novembro de 2015 | [ 20 ]      |
| Bélgica           | Cartoon Network | 16 de novembro de 2015 | [ 20 ]      |
| Hungria           | Cartoon Network | 16 de novembro de 2015 | [ 21 ]      |
| Roménia           | Cartoon Network | 16 de novembro de 2015 | [ 21 ]      |
| Filipinas         | Cartoon Network | 16 de novembro de 2015 | [ 22 ]      |
| Coreia do Sul     | Cartoon Network | 21 de novembro de 2015 | [ 23 ]      |
| Rússia            | Cartoon Network | 23 de novembro de 2015 | [ 24 ]      |
| Sudeste da Europa | Cartoon Network | 23 de novembro de 2015 | [ 24 ]      |
| Portugal          | Cartoon Network | 28 de novembro de 2015 | [ 4 ]       |
| Espanha           | Boing           | 28 de novembro de 2015 | [ 25 ]      |
| Índia             | Cartoon Network | 29 de novembro de 2015 | [ 26 ]      |
| Síria             | Spacetoon       | 20 de janeiro de 2016  |             |
| Japão             | NHK BS Premium  | 5 de abril de 2016     |             |
| Japão             | Tokyo MX        | 2019                   |             |
| Japão             | Cartoon Network | 2 de abril de 2017     |             |

### Literatura
Em 2014, a editora britânica Penguin Books anunciou que irá publicar livros baseados nos programas do Cartoon Network, incluindo We Bare Bears. Os livros serão produzidos pelo grupo Young Readers Group.

## Episódios
| Temporada | Temporada | Episódios | Exibição original       | Exibição original       | Exibição no Brasil    | Exibição no Brasil     | Exibição em Portugal   | Exibição em Portugal  |
| Temporada | Temporada | Episódios | Estreia de temporada    | Final de temporada      | Estreia de temporada  | Final de temporada     | Estreia de temporada   | Final de temporada    |
| --------- | --------- | --------- | ----------------------- | ----------------------- | --------------------- | ---------------------- | ---------------------- | --------------------- |
|           | Piloto    | 1         | 6 de novembro de 2014   | 6 de novembro de 2014   | 28 de julho de 2017   | 28 de julho de 2017    | 3 de dezembro de 2015  | 3 de dezembro de 2015 |
|           | 1         | 26        | 27 de julho de 2015     | 11 de fevereiro de 2016 | 24 de agosto de 2015  | 7 de novembro de 2016  | 28 de novembro de 2015 | TBA                   |
|           | 2         | 26        | 25 de fevereiro de 2016 | 11 de abril de 2017     | 23 de maio de 2016    | 11 de dezembro de 2017 | 5 de novembro de 2016  | TBA                   |
|           | 3         | 44        | 3 de abril de 2017      | 16 de fevereiro de 2018 | 1 de maio de 2017     | 24 de dezembro de 2018 | 1 de julho de 2017     | TBA                   |
|           | 4         | 44        | 30 de julho de 2018     | 27 de maio de 2019      | 5 de novembro de 2018 | 2020                   | 11 de julho de 2019    | TBA                   |

## Série derivada
Uma série secundária intitulada We Baby Bears (Ursinhos em Curso no Brasil e Nós, os Ursinhos em Portugal) foi anunciada em 30 de maio de 2019. Ela foi ao ar no Cartoon Network em 1 de janeiro de 2022 nos Estados Unidos e em 2 de janeiro de 2022 no Brasil e América Latina. O programa destacará os três ursos quando eram filhotes (ou seja, bebês). A série será renderizada em estilo anime e contará com os três ursos em várias aventuras pela sua caixa mágica. Manny Hernandez atuará como o showrunner enquanto Daniel Chong estará envolvido como produtor executivo.

## Filme
A série ganhou um filme que serve como o encerramento do programa. Estreou em 30 de junho de 2020 nos Estados Unidos, 6 de novembro de 2020 no Brasil, e em 13 de novembro de 2020 em Portugal.